# احمد آل مکتوم (تیرانداز)
احمد آل مکتوم (انگلیسی: Ahmed Al-Maktoum؛ زادهٔ ۳۱ دسامبر ۱۹۶۳) تیرانداز اهل امارات متحده عربی است.